# (3963) Paradzhanov
(3963) Paradzhanov (1969 TP2) – planetoida z pasa głównego asteroid okrążająca Słońce w ciągu 3,81 lat w średniej odległości 2,44 j.a. Odkryta 8 października 1969 roku.